# Plataforma de Resistencia
Plataforma de Resistencia es un movimiento político opositor georgiano que agrupa a la mayoría de partidos proeuropeos de Georgia, surgió el 31 de marzo de 2025 en el contexto de las protestas en Georgia de 2025 con el propósito de unir a la oposición proeuropea y coordinar las manifestaciones contra Sueño Georgiano.

## Antecedentes

### Salomé Zurabishvili
Salomé Zurabishvili es una política franco-georgiana que fungió como ministra de relaciones exteriores de Georgia entre 2004 y 2005 durante el gobierno de Míjeil Saakashvili. Como ministra de relaciones exteriores, Zurabishvili firmó acuerdos clave con la OTAN y la Unión Europea (UE) y negoció la retirada parcial de las tropas rusas del territorio georgiano. Fue candidata independiente en las Elecciones presidenciales de Georgia de 2018, aunque contó con el apoyo de Sueño Georgiano, el partido gobernante, Zurabishvili ganaría los comicios al obtener el 59% de los votos, convirtiéndose en la quinta presidenta del país.
Durante su gobierno, Zurabishvili mantuvo una postura de prooccidental y tuvo una buena relación con Sueño Georgiano, aunque terminó rompiendo con el partido gobernante después del giro en política exterior que tuvo Sueño Georgiano después del inició de la Invasión rusa a Ucrania. Sueño Georgiano mostró una postura más hostil hacia la UE y opto por un mayor acercamiento a Rusia, la ruptura total entre la presidenta y el partido se produjo cuando Sueño Georgiano presentó un proyecto de ley que obligaba a medios y oenegés con financiamiento extranjero a registrarse como medios que sirven a los intereses de una potencia extranjera, la oposición política y varios medios acusaron al partido gobernante de copiar una ley similar en Rusia usada para limitar la libertad de expresión. Zurabishvili apoyo las manifestaciones contra la ley de agentes extranjeros y uso su poder de veto para tumbar el proyecto de ley.

### Crisis política en Georgia de 2024-presente

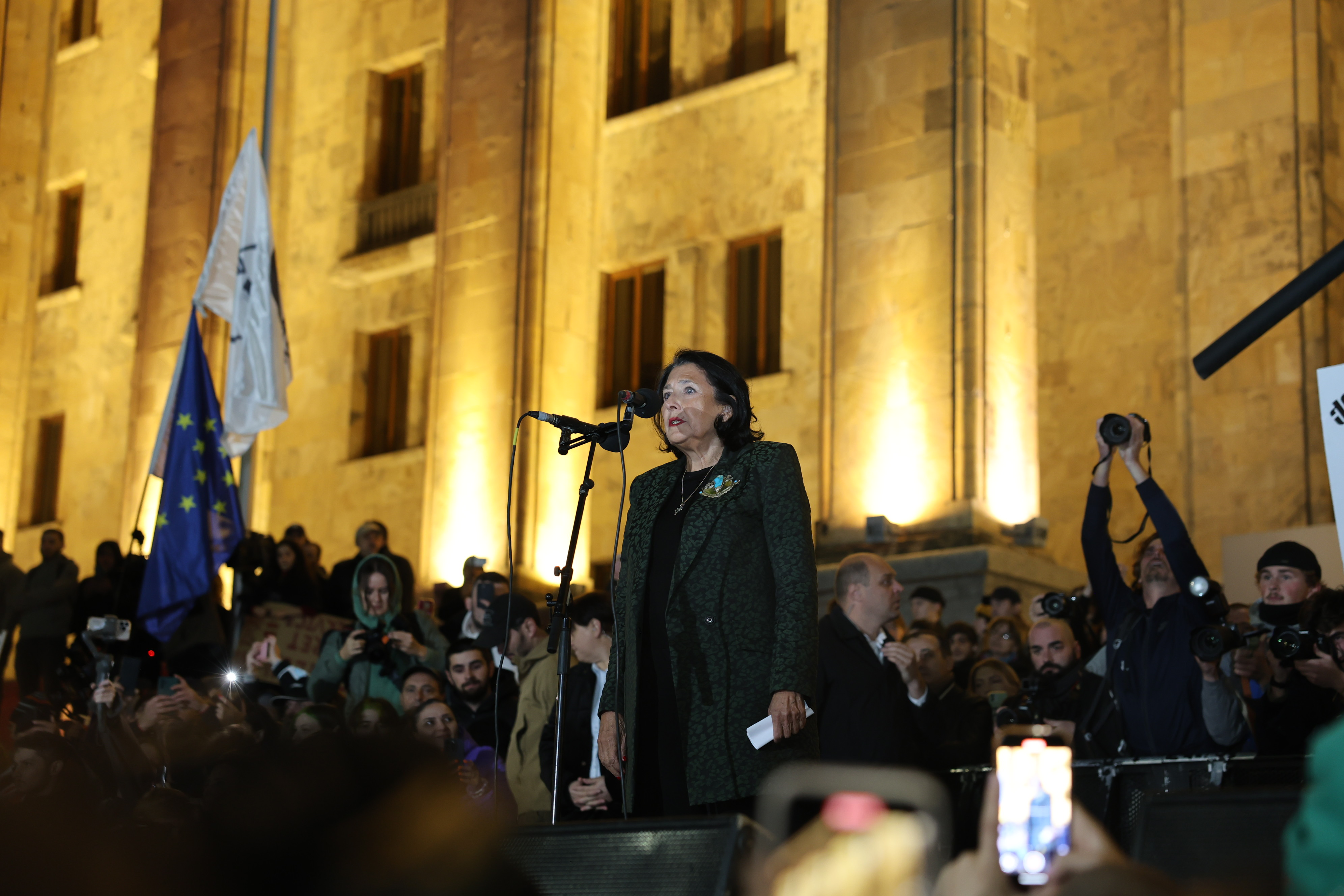
Salome Zourabishvili da un discurso en apoyo a las manifestaciones el 28 de octubre de 2024.

El 26 de octubre de 2024 se celebraron elecciones parlamentarias en Georgia para elegir a los 150 miembros del parlamento nacional. Según analistas, estas elecciones fueron percibidas como un referéndum sobre el alineamiento ruso o europeo del país, en medio de una «deriva antidemocrática y antioccidental» denunciada por la oposición. En estas elecciones Sueño Georgiano buscaba un cuarto mandato.
El 27 de octubre, con el 99% del escrutinio, los resultados de la Comisión Electoral Central (CEC) daban como ganador a Sueño Georgiano, quien obtuvo 89 de los 150 escaños del parlamento con el 53,92% de los votos, en segundo lugar quedaban los partidos de oposición con la combinación total de 37,77% de los votos.
La oposición se negó a reconocer los resultados oficiales alegando un supuesto fraude y varias irregularidades durante el proceso electoral, estas acusaciones fueron apoyadas por Zurabishvili quien aseguró que los resultados «no reflejaban el deseo real de los sufragantes georgianos». Los resultados provocaron que miles de georgianos protestaran frente a la sede del parlamento en Tiflis para exigir la anulación de los resultados durante la madrugada del 28 de octubre.
La oposición georgiana junto a Zurabishvili se negaron a reconocer la legitimidad del nuevo parlamento dominado por el partido gobernante y llamaron a los georgianos a protestar diariamente para exigir la repetición de las elecciones parlamentarias.
El 28 de noviembre, las protestas se intensificaron después de que el primer ministro Irakli Kobajidze anunciara la suspensión de las negociaciones con la UE para la adhesión de Georgia a la organización europea hasta 2028, el anunció provocó disturbios en toda la capital donde manifestantes bloquearon calles con barricadas y se enfrentaron a las fuerzas antidisturbios que resultaron en varios heridos y detenidos.

## Historia

### Creación
El 31 de marzo de 2025, con motivo de la celebración del 34° aniversario de la declaración de independencia de Georgia de la Unión Soviética, se celebró en Tiflis una manifestación opositora contra Sueño Georgiano en la avenida Rustaveli, principal arteria de la capital. La manifestación contó con la participación de la expresidenta Salomé Zurabiahvili quien en su discurso dirigido a la multitud anunció la creación de la “Plataforma de Resistencia”, afirmó que para alcanzar los «objetivos de la sociedad», además de las protestas callejeras, era necesario «darle a la lucha un formato político agrupando todo el espectro político proeuropeo», dijo que la plataforma estará abierta «a todos los partidos y grupos proeuropeos que estén dispuestos a dejar sus diferencias a un lado».
La Plataforma de Resistencia fue concebida con objetivos principales muy concretos, acordes con los lemas de las manifestaciones. Entre sus principales fines destacan:
- Convocar elecciones parlamentarias libres y justas en sustitución del Parlamento controlado por el partido gobernante Sueño Georgiano.[16][18]
- Liberar a los detenidos durante las protestas, considerados «presos políticos» por las organizaciones defensoras de derechos humanos.[16][18]
- Unificar y coordinar a todas las fuerzas políticas proeuropeas para enfrentar al actual gobierno. Esto incluye armonizar posiciones y esfuerzos para maximizar la eficacia de la oposición.[16][19]
- Defender la vía euroatlántica de Georgia, «contrarrestando el giro autoritario». Zurabishvili remarcó que la lucha por la libertad e independencia del país y por sus aspiraciones europeas «no ha concluido».[17]

El analista político Gia Khukhashvili, dijo para una entrevista su percepción sobre la recientemente creada Plataforma de Resistencia:

La idea de una plataforma de resistencia es comprensible. Hemos hablado muchas veces de la necesidad de crearla. Debería haberse hecho antes, pero siempre bajo el dominio de la élite política, ¿no? Hasta el día de hoy, seguimos oyendo hablar de la mesa donde se sentarán los representantes del partido y el presidente. Pero no hay ninguna conexión visible entre esa mesa y la protesta... Si esta plataforma no se integra a la protesta, y si los manifestantes no reconocen a las partes implicadas, la iniciativa será simplemente otro intento fallido de la oposición por actuar.... Por eso se oyeron gritos de descontento [de los manifestantes]. La decepción probablemente se debió a que Zourabichvili volvió a centrarse en la coordinación del partido. Yo había imaginado un formato diferente para la resistencia. Cada uno tiene su papel en este proceso, pero el papel principal pertenece al pueblo, a los numerosos grupos profesionales y sociales cuyas marchas realmente están creando presión sobre el gobierno. Cuando se forma una plataforma en la que la gente no está representada por fuerzas en las que confía, sino más bien por algunos partidos que toman decisiones, eso genera escepticismo público.
Gia Khukhashvili

### Acciones
El 30 de abril, miembros de la Plataforma de Resistencia sostuvieron su primera reunión con representantes diplomáticos de la Unión Europea, durante el encuentro aseguraron a los embajadores estar preparando unas próximas elecciones parlamentarias y la formación de un gobierno de coalición. Zurabishvili afirmó que esta reunión introductoria sirvió para familiarizar a los embajadores con el formato operativo de la plataforma y expreso su esperanza de anunciar próximamente la fecha de las futuras elecciones debido a la importante inestabilidad del país.
El 1 de mayo, la Plataforma de Resistencia celebró su reunión inaugural en la que participaron la mayoría de partidos opositores proeuropeos. Algunos partidos de la oposición optaron por abandonar la reunión, evidenciando fracturas entre la oposición georgiana; el partido de oposición más grande, el Movimiento Nacional Unido (MNU), desestimó a la Plataforma como «ilusoria y ceremonial», citando su incapacidad de lograr un consenso sobre asuntos cruciales como el boicot a las próximas elecciones locales de 2025. Esta postura, señaló el partido, fue influenciada significativamente por la negativa del ex primer ministro Giorgi Gajaria a apoyar un boicot electoral. Al MNU le siguieron Girchi-Más Libertad y Ajali quienes también se retiraron. Tina Bokuchava, presidenta del MNU, aclaró que su partido consideraría participar si las conversaciones se centraban en suspender las elecciones locales hasta la liberación de los presos políticos y la programación de elecciones parlamentarias, declaró: «No podemos perder tiempo en fórmulas ilusorias mientras el régimen de Ivanishvili desmantela el Estado y nos alinea con Rusia». Zurab Yaparidze, líder de Girchi, manifestó su preocupación por una falta de una postura unificada de la oposición. Señaló que, si bien la oposición coincidía ampliamente en la necesidad de nuevas elecciones parlamentarias y la liberación de los presos políticos, persistían las divisiones en cuestiones estratégicas fundamentales. A pesar de este revés inicial, el resto de partidos presentes, Unidad - Movimiento Nacional, Coalición para el Cambio, Georgia Fuerte, Para Georgia, Girchi, Georgia Europea, Plaza Libertad y Estrategia Agmashenebeli acordaron unirse a la Plataforma. Más tarde, el MNU anunció su voluntad de colaborar con la plataforma “de manera ad hoc”.
El 5 de mayo, la Plataforma de Resistencia sostuvo una reunión de forma virtual en la que participaron el grupo internacional amigos de Georgia, miembros del Parlamento Europeo, representantes de parlamentos nacionales de países europeos, un congresista de Estados Unidos y un representante de una organización internacional. En la reunión Zurabishvili expuso los objetivos de la organización y afirmó que estaban trabajando en coordinación con manifestantes, oenegés e instituciones culturales para planificar acciones para el día de la independencia de Georgia.
El 26 de mayo, la Plataforma de Resistencia llevó a cabo su primera protesta organizada durante el día de independencia, la protesta liderada por la expresidenta Zurabishvili, reunió a diversos partidos de la oposición, grupos de la sociedad civil y activistas que marcharon desde diversos puntos de la capital hasta la avenida central.
El 30 de mayo, en una conferencia de prensa de la Plataforma de Resistencia, Zurabishvili instó a los presidentes del Triángulo de Weimar (Polonia, Alemania y Francia) a tomar acciones decisivas junto otros aliados para forzar una resolución pacífica a la crisis en Georgia, llamó a sus aliados europeos a endurecer las sanciones contra el gobierno de Sueño Georgiano e hizo hincapié sus objetivos sobre lograr la liberación de los «presos políticos» y en la realización de unas próximas elecciones parlamentarias, como pasos esenciales para la estabilización de Georgia.